# Хумориста (лист)
Хумориста је хумористичко-сатирична ревија која је излазила у Новом Саду 1863. године. Изашао је само један број.

## Историјат
Ђорђе Рајковић покушава 1863. године да покрене лист Хумориста, али без већих успеха. После Комарца, Рајковић је покренуо нови шаљиви лист који се појавио 19. октобра у Новом Саду по старом календару. Рајковић је био у сталној беспарици и надао се да ће претплата бити довољна да се одржи лист. Већ у току штампања првог броја он је отпутовао на пут ради дужег лечења у некој од немачких бања. Због тога се лист угасио већ после објављивања првог броја. Цео лист је изгледао као да је склопљен на брзину. Напоменуто је да објављује почетак Приклапала који ће публиковати заједно са Змајем.
Од 16 страна листа 11 страна су била 3 прилога: један Змајев и два Рајковићева. Змајева песма не спада у боља његова остварења. Рајковић практично саставља текст низањем анегдота. Путописно писмо Из мог дневника је посвећено одбрани присталица Светозара Милетића. Рајковићеви сапутници на лађи разговарају, а читалац треба да из тог разговора сазна о самом програму листа.

### Политичка позадина
Крајем октобра 1863. године Рајковић покреће Хумористу да би се супротставио нападима Комарца и осталих противника странке Србског дневника. Србски дневник је био обустављен 5. августа 1864. После укидања Србског дневника Милетићеве присталице су остале без свог листа. Они су били онемогућени да заступају и бране своју политику и да се равноправно боре са својим противницима. Јовановић је у то време и покренуо у Будимпешти свеске за шалу и сатиру и назвао лист Змај.

### Периодичност излажења
Најављено је да ће излазити сваке пете недеље. Ипак је изашао само један број.

### Сарадници листа
- Јован Јовановић Змај

### Тематика
- Песме
- Анегдоте
- Путописи